# Šiatorská Bukovinka
Šiatorská Bukovinka (hongrois : Füleksávoly) est un village de Slovaquie situé dans la région de Banská Bystrica.

## Histoire
La première mention écrite du village date de 1384.

## Démographie

### Évolution de la population
| Année:               | 1994. | 2004.    | 2014.   | 2024.    |
| -------------------- | ----- | -------- | ------- | -------- |
| Nombre de personnes: | 371   | 333      | 318     | 262      |
| Différence:          |       | -10,24 % | -4,50 % | -17,61 % |

| Année:               | 2023. | 2024.   |
| -------------------- | ----- | ------- |
| Nombre de personnes: | 268   | 262     |
| Différence:          |       | -2,23 % |